# Großer Preis von Kanada 1970
Der Große Preis von Kanada 1970 (offiziell X Player's Grand Prix Canada) fand am 20. September auf dem Circuit Mont-Tremblant in Saint-Jovite statt und war das elfte Rennen der Automobil-Weltmeisterschaft 1970.

## Berichte

### Hintergrund
Bei Lotus entschloss man sich, zwei Wochen nach dem Tod von Jochen Rindt nicht mit dem Werksteam am Großen Preis von Kanada teilzunehmen. Somit war erstmals in dieser Saison nur ein einziger Lotus-Rennwagen für einen Weltmeisterschaftslauf gemeldet, und zwar der von Graham Hill pilotierte Lotus 72 des Privatteams von Rob Walker.
Ansonsten gab es keine wesentlichen Veränderungen im Fahrerfeld im Vergleich zu den vorangegangenen Saisonrennen.

### Training
Es wurde erwartet, dass einer der bislang von Rennen zu Rennen stets stärker werdenden Ferrari 312B von Jacky Ickx und Clay Regazzoni die Pole-Position erreichen würde. Etwas überraschend fuhr jedoch Jackie Stewart im neuen Tyrrell-Eigenbau mit der Bezeichnung 001 die schnellste Trainingszeit und entschloss sich daraufhin, den Wagen erstmals in einem zur Weltmeisterschaft zählenden Rennen zu fahren. Hinter ihm starteten die favorisierten Ferrari vor Stewarts Teamkollege François Cevert, der nach wie vor einen vom Team Tyrrell eingesetzten March 701 als Kundenfahrzeug pilotierte. John Surtees schaffte es nach einer starken Trainingsleistung in seiner Eigenkonstruktion Surtees TS7 auf Startplatz fünf, vor March-Werkspilot Chris Amon.

### Rennen
Stewart übernahm zunächst die Führung vor Ickx und Pedro Rodríguez, der von Startplatz sieben aus unmittelbar nach dem Start auf Platz drei nach vorn gekommen war. Surtees, Cevert und Regazzoni folgten auf den Plätzen vier, fünf und sechs. Stewart gelang es, einen Vorsprung herauszufahren, wodurch er die Konkurrenzfähigkeit des Tyrrell 001 eindrucksvoll unter Beweis stellte. In Runde 32 schied er jedoch aufgrund eines Schadens an der Achse aus. Somit übernahm Ickx die Führung mit rund 30 Sekunden Vorsprung vor seinem Teamkollegen Regazzoni, der sich zwischenzeitlich um einige Plätze nach vorn hatte kämpfen können. Es folgten Amon und Cevert, wobei Letzterer in der Schlussphase des Rennens aufgrund eines Schadens an einem der hinteren Stoßdämpfer einen Boxenstopp einlegen musste und dadurch einige Plätze einbüßte.
Die beiden Ferrari-Piloten erreichten einen souveränen Doppelsieg, wodurch Ickx auf den zweiten Rang in der Weltmeisterschaftswertung aufstieg. Bei noch zwei ausstehenden Rennen und 17 Punkten Rückstand auf den nach wie vor führenden Rindt hatte Ickx noch die Chance auf den Gewinn des Weltmeistertitels. Voraussetzung dafür war allerdings, dass dieser die letzten beide Saisonrennen gewinnt.

## Meldeliste
| Team                        | Nr. | Fahrer               | Chassis       | Motor                    | Reifen |
| --------------------------- | --- | -------------------- | ------------- | ------------------------ | ------ |
| Tyrrell Racing Organisation | 03  | Jackie Stewart       | Tyrrell 001   | Ford Cosworth DFV 3.0 V8 | D      |
| Tyrrell Racing Organisation | 01  | Jackie Stewart       | March 701     | Ford Cosworth DFV 3.0 V8 | D      |
| Tyrrell Racing Organisation | 02  | François Cevert      | March 701     | Ford Cosworth DFV 3.0 V8 | D      |
| Team Surtees                | 04  | John Surtees         | Surtees TS7   | Ford Cosworth DFV 3.0 V8 | F      |
| Bruce McLaren Motor Racing  | 05  | Denis Hulme          | McLaren M14A  | Ford Cosworth DFV 3.0 V8 | G      |
| Bruce McLaren Motor Racing  | 06  | Peter Gethin         | McLaren M14A  | Ford Cosworth DFV 3.0 V8 | G      |
| Bruce McLaren Motor Racing  | 08  | Andrea de Adamich    | McLaren M14D  | Alfa Romeo T33 3.0 V8    | G      |
| Rob Walker Racing Team      | 09  | Graham Hill          | Lotus 72C     | Ford Cosworth DFV 3.0 V8 | F      |
| Frank Williams Racing Cars  | 10  | Tim Schenken         | De Tomaso 505 | Ford Cosworth DFV 3.0 V8 | D      |
| Motor Racing Developments   | 11  | Jack Brabham         | Brabham BT33  | Ford Cosworth DFV 3.0 V8 | G      |
| Auto Motor und Sport        | 12  | Rolf Stommelen       | Brabham BT33  | Ford Cosworth DFV 3.0 V8 | G      |
| Yardley Team B.R.M.         | 14  | Pedro Rodríguez      | BRM P153      | BRM P142 3.0 V12         | D      |
| Yardley Team B.R.M.         | 15  | Jackie Oliver        | BRM P153      | BRM P142 3.0 V12         | D      |
| Yardley Team B.R.M.         | 16  | George Eaton         | BRM P153      | BRM P142 3.0 V12         | D      |
| Scuderia Ferrari SpA SEFAC  | 18  | Jacky Ickx           | Ferrari 312B  | Ferrari 001 3.0 F12      | F      |
| Scuderia Ferrari SpA SEFAC  | 19  | Clay Regazzoni       | Ferrari 312B  | Ferrari 001 3.0 F12      | F      |
| March Engineering           | 20  | Chris Amon           | March 701     | Ford Cosworth DFV 3.0 V8 | F      |
| March Engineering           | 21  | Joseph Siffert       | March 701     | Ford Cosworth DFV 3.0 V8 | F      |
| Equipe Matra Elf            | 23  | Jean-Pierre Beltoise | Matra MS120   | Matra MS12 3.0 V12       | G      |
| Equipe Matra Elf            | 24  | Henri Pescarolo      | Matra MS120   | Matra MS12 3.0 V12       | G      |
| Colin Crabbe Racing         | 26  | Ronnie Peterson      | March 701     | Ford Cosworth DFV 3.0 V8 | G      |

Anmerkungen
1. ↑  Stewart fuhr den March 701 mit der Startnummer 1 nur im Training und benutzte fortan den Tyrrell 001 mit der Startnummer 3.

## Klassifikationen

### Startaufstellung
| Pos. | Fahrer               | Konstrukteur       | Zeit   | Ø-Geschwindigkeit | Start |
| ---- | -------------------- | ------------------ | ------ | ----------------- | ----- |
| 01   | Jackie Stewart       | Tyrrell-Ford       | 1:31,5 | 167,803 km/h      | 01    |
| 02   | Jacky Ickx           | Ferrari            | 1:31,6 | 167,620 km/h      | 02    |
| 03   | Clay Regazzoni       | Ferrari            | 1:31,9 | 167,073 km/h      | 03    |
| 04   | François Cevert      | March-Ford         | 1:32,4 | 166,169 km/h      | 04    |
| 05   | John Surtees         | Surtees-Ford       | 1:32,6 | 165,810 km/h      | 05    |
| 06   | Chris Amon           | March-Ford         | 1:32,6 | 165,810 km/h      | 06    |
| 07   | Pedro Rodríguez      | B.R.M.             | 1:32,7 | 165,631 km/h      | 07    |
| 08   | Henri Pescarolo      | Matra              | 1:32,9 | 165,274 km/h      | 08    |
| 09   | George Eaton         | B.R.M.             | 1:32,9 | 165,274 km/h      | 09    |
| 10   | Jackie Oliver        | B.R.M.             | 1:33,1 | 164,919 km/h      | 10    |
| 11   | Peter Gethin         | McLaren-Ford       | 1:33,2 | 164,742 km/h      | 11    |
| 12   | Andrea de Adamich    | McLaren-Alfa Romeo | 1:33,2 | 164,742 km/h      | 12    |
| 13   | Jean-Pierre Beltoise | Matra              | 1:33,4 | 164,390 km/h      | 13    |
| 14   | Joseph Siffert       | March-Ford         | 1:33,5 | 164,214 km/h      | 14    |
| 15   | Denis Hulme          | McLaren-Ford       | 1:33,9 | 163,514 km/h      | 15    |
| 16   | Ronnie Peterson      | March-Ford         | 1:34,4 | 162,648 km/h      | 16    |
| 17   | Tim Schenken         | De Tomaso-Ford     | 1:34,6 | 162,304 km/h      | 17    |
| 18   | Rolf Stommelen       | Brabham-Ford       | 1:34,7 | 162,133 km/h      | 18    |
| 19   | Jack Brabham         | Brabham-Ford       | 1:35,4 | 160,943 km/h      | 19    |
| 20   | Graham Hill          | Lotus-Ford         | 1:35,8 | 160,271 km/h      | 20    |

### Rennen
| Pos. | Fahrer               | Konstrukteur       | Runden | Stopps | Zeit       | Start | Schnellste Runde |
| ---- | -------------------- | ------------------ | ------ | ------ | ---------- | ----- | ---------------- |
| 01   | Jacky Ickx           | Ferrari            | 90     | 0      | 2:21:18,4  | 02    | 1:32,5           |
| 02   | Clay Regazzoni       | Ferrari            | 90     | 0      | + 14,8     | 03    | 1:32,2           |
| 03   | Chris Amon           | March-Ford         | 90     | 0      | + 57,9     | 06    | 1:33,2           |
| 04   | Pedro Rodríguez      | B.R.M.             | 89     | 0      | + 1 Runde  | 07    | 1:33,2           |
| 05   | John Surtees         | Surtees-Ford       | 89     | 1      | + 1 Runde  | 05    | 1:33,6           |
| 06   | Peter Gethin         | McLaren-Ford       | 88     | 0      | + 2 Runden | 11    | 1:34,4           |
| 07   | Henri Pescarolo      | Matra              | 87     | 0      | + 3 Runden | 08    | 1:35,8           |
| 08   | Jean-Pierre Beltoise | Matra              | 85     | 0      | DNF        | 13    | 1:34,1           |
| 09   | François Cevert      | March-Ford         | 85     | 1      | + 5 Runden | 04    | 1:32,8           |
| 10   | George Eaton         | B.R.M.             | 85     | 0      | + 5 Runden | 09    | 1:35,4           |
| –    | Tim Schenken         | De Tomaso-Ford     | 79     | 0      | NC         | 17    | 1:35,6           |
| –    | Graham Hill          | Lotus-Ford         | 77     | 0      | NC         | 20    | 1:34,6           |
| –    | Andrea de Adamich    | McLaren-Alfa Romeo | 69     | 0      | DNF        | 12    | 1:34,8           |
| –    | Ronnie Peterson      | March-Ford         | 65     | 0      | NC         | 16    | 1:34,8           |
| –    | Denis Hulme          | McLaren-Ford       | 58     | 0      | DNF        | 15    | 1:34,3           |
| –    | Jack Brabham         | Brabham-Ford       | 57     | 0      | DNF        | 19    | 1:35,3           |
| –    | Jackie Oliver        | B.R.M.             | 52     | 1      | NC         | 10    | 1:33,9           |
| –    | Jackie Stewart       | Tyrrell-Ford       | 31     | 0      | DNF        | 01    | 1:33,1           |
| –    | Rolf Stommelen       | Brabham-Ford       | 22     | 0      | DNF        | 18    | 1:39,7           |
| –    | Joseph Siffert       | March-Ford         | 21     | 0      | DNF        | 14    | 1:35,6           |

## WM-Stände nach dem Rennen
Die ersten sechs des Rennens bekamen 9, 6, 4, 3, 2, 1 Punkt(e). Die besten sechs Ergebnisse der ersten sieben und die besten fünf der letzten sechs Rennen zählten zur Meisterschaft. In der Konstrukteurswertung zählten dabei nur die Punkte des bestplatzierten Fahrers eines Teams.

### Fahrerwertung
| Pos. | Fahrer               | Konstrukteur                | Punkte |
| ---- | -------------------- | --------------------------- | ------ |
| 01   | Jochen Rindt †       | Lotus-Ford                  | 45     |
| 02   | Jacky Ickx           | Ferrari                     | 28     |
| 03   | Clay Regazzoni       | Ferrari                     | 27     |
| 04   | Jack Brabham         | Brabham-Ford                | 25     |
| 05   | Jackie Stewart       | March-Ford                  | 25     |
| 06   | Denis Hulme          | McLaren-Ford                | 23     |
| 07   | Chris Amon           | March-Ford                  | 18     |
| 08   | Pedro Rodríguez      | B.R.M.                      | 16     |
| 09   | Jean-Pierre Beltoise | Matra                       | 14     |
| 10   | Rolf Stommelen       | Brabham-Ford                | 10     |
| 11   | Henri Pescarolo      | Matra                       | 8      |
| 12   | Graham Hill          | Lotus-Ford                  | 7      |
| 13   | Bruce McLaren †      | McLaren-Ford                | 6      |
| 14   | Mario Andretti       | March-Ford                  | 4      |
| 15   | Emerson Fittipaldi   | Lotus-Ford                  | 3      |
| 16   | Ignazio Giunti       | Ferrari                     | 3      |
| 17   | John Surtees         | Surtees-Ford / McLaren-Ford | 3      |
| 18   | John Miles           | Lotus-Ford                  | 2      |

| Pos. | Fahrer              | Konstrukteur       | Punkte |
| ---- | ------------------- | ------------------ | ------ |
| 19   | Johnny Servoz-Gavin | March-Ford         | 2      |
| 20   | Jackie Oliver       | B.R.M.             | 2      |
| 21   | Dan Gurney          | McLaren-Ford       | 1      |
| 22   | François Cevert     | March-Ford         | 1      |
| 23   | Peter Gethin        | McLaren-Ford       | 1      |
| 24   | Joseph Siffert      | Brabham-Ford       | 0      |
| 25   | Ronnie Peterson     | March-Ford         | 0      |
| 26   | Andrea de Adamich   | McLaren-Alfa Romeo | 0      |
| 27   | John Love           | Lotus-Ford         | 0      |
| 28   | George Eaton        | B.R.M.             | 0      |
| 29   | Peter de Klerk      | Lotus-Ford         | 0      |
| 30   | Dave Charlton       | Lotus-Ford         | 0      |
| –    | Piers Courage †     | De Tomaso-Ford     | 0      |
| –    | Derek Bell          | Brabham-Ford       | 0      |
| –    | Pete Lovely         | Lotus-Ford         | 0      |
| –    | Tim Schenken        | De Tomaso-Ford     | 0      |
| –    | Silvio Moser        | Belassi-Ford       | 0      |

### Konstrukteurswertung
| Pos. | Konstrukteur | Punkte |
| ---- | ------------ | ------ |
| 01   | Lotus-Ford   | 50     |
| 02   | Ferrari      | 43     |
| 03   | March-Ford   | 43     |
| 04   | Brabham-Ford | 35     |
| 05   | McLaren-Ford | 31     |

| Pos. | Konstrukteur   | Punkte |
| ---- | -------------- | ------ |
| 06   | Matra          | 21     |
| 07   | B.R.M.         | 16     |
| 08   | Surtees-Ford   | 2      |
| –    | De Tomaso-Ford | 0      |